# 渕上隆信
渕上 隆信（ふちかみ たかのぶ、1961年〈昭和36年〉2月11日 - ）は、日本の政治家。元福井県敦賀市長（2期）、全国原子力発電所所在市町村協議会会長。元・敦賀市議会議員（1期）。

## 来歴
佐賀県生まれの長崎県育ち。佐賀県立白石高等学校出身。1984年（昭和59年）3月、九州大学理学部化学科卒業。同年4月、東洋紡績株式会社に就職。以後数社の会社に転職し、1995年（平成7年）、行政書士・土地家屋調査士事務所を開業する。
2007年（平成19年）4月、敦賀市議会議員選挙に出馬し初当選。
2011年（平成23年）4月24日に行われた敦賀市長選挙に出馬するも現職の河瀬一治に敗れ、次点で落選。
2015年（平成27年）4月26日に行われた敦賀市長選挙に出馬。元自由民主党敦賀市支部幹事長の中村紀明との一騎討ちを制し初当選した（渕上：18,540票、中村：17,542票）。なお中村は自民党の推薦を受け、事実上の現職後継候補であった。4月30日、市長就任。全国原子力発電所所在市町村協議会会長兼務。
2019年（平成31年）の市長選は元市議の米澤光治を退け、再選。同年福井県並行在来線準備取締役。
2022年（令和4年）、2023年（令和5年）の市長選挙への不出馬を表明した。

## 政策・主張
- 敦賀原発の再稼働や新増設については「安全が大前提だが、国には2号機再稼働を求めたいし、3、4号機の新増設も視野に入れたい」と推進の立場を表明している[11]。
- 2015年（平成27年）の6月定例市議会において、市内の道路照明灯や防犯灯など約9,000灯を2016年度末までに、LED照明（発光ダイオード照明）に全面的に切り替えることを発表した[12]。
- 2020年（令和2年）5月29日、新型コロナウイルス対策の財源に充てるため、自身の期末手当を20％減額する条例案を市議会臨時会に提出した。副市長、教育長については10％減額する。同日、同条例案は可決された[13]。